# Zelovo (miasto Sinj)
Zelovo – wieś w Chorwacji, w żupanii splicko-dalmatyńskiej, w mieście Sinj. W 2011 roku liczyła 181 mieszkańców.